# Portrait d'Esmeralda Brandini
Le portrait d’Esmeralda Brandini (en italien : Ritratto di Esmeralda Brandini) est une peinture de Sandro Botticelli, une tempera et sur bois (67,5 × 41 cm) datant de 1475 environ, conservée au Victoria and Albert Museum à Londres.

## Histoire

### Provenance
Au début du XIXe siècle (1805), le portrait est dans la collection du comte James de Pourtalès Gorgier (1776-1855) à Paris. Un catalogue des ventes publiques imprimé en France dans les documents de 1866 indique la vente de tableau en 1865 par le comte de Pourtalès Gorgier pour la somme de 3 400 francs. Charles Auguste Howell a acheté au nom de Dante Gabriel Rossetti en 1867 au Christie's. Rossetti s'est vanté qu'il l'avait acheté pour 20 Livres. L'œuvre a été léguée au Victoria and Albert Museum avec la collection de son patron Constantine Alexander Ionides, qui l'avait achetée à Rossetti pour 315 £ dans les années 1880.

### Identité du personnage et attribution
L'identité du personnage représenté est Esmeralda Brandini. L'identification du modèle est basée sur une ancienne inscription sur le dosseret du châssis qui rappelle « Smeralda di M.Bandinelli Moglie di VI... Bandinelli ». Cependant, comme Baccio Bandinelli n'a pas adopté ce nom jusqu'en 1530, l'enregistrement est réputée apocryphe, mère de Michelangelo Brandini et grand-mère du sculpteur Baccio Bandinelli et épouse de Viviano Brandini.
Selon l'inscription, le portrait peut être celui d'Esmeralda (Smeralda) Donati Brandini, la femme de Viviano Brandini, mère de l'éminent orfèvre florentin Viviano de Brandini de Gaiuole et la grand-mère du sculpteur Baccio Bandinelli (le fils de Michel-Ange et de sa noble épouse Catarina, une fille de Taddeo Ugolino). D'après des documents d'archives, on sait qu'en 1469 Smeralda était âgée de 30 ans ; son mari Viviano de 38 ans ; leurs enfants Michel-Ange, 12 ; Giovanbatista 2 et Lucrèce, 10 ans.
Il a été suggéré que le portrait ait été peint par un des assistants de Botticelli durant les années 1470. William Michael Rossetti, a déclaré : « Les critiques sauront maintenant que le portrait n'est pas le travail de Botticelli lui-même, mais d'une personne pour qui ils ont inventé le nom amico di sandro ». Le V & A, cependant attribue encore la peinture à Botticelli lui-même. On soupçonnait même que le portrait soit l'un des faux d'Ignazio Hugford II.
L'historien de l'art Julia Cartwright (1851-1924) se réfère à la sœur de l'épouse de Michele Bandinelli de Gaiuole et attribue le portrait à un assistant de Botticelli. Bien qu'elle nomme Smerelda et affirme que Michele était un orfèvre talentueux qui avait les Médicis comme clients pendant de nombreuses années, il est probable que Cartwright a confondu Viviano avec son fils Michel-Ange (Michele), parce qu'en 1475, l'année du tournoi de La Giostra (28 janvier 1476), auquel elle se réfère Michele était âgé seulement de 18 ans et son père était beaucoup mieux connu.

## Description
Le personnage représente une femme de la bourgeoisie vue des trois-quarts à la manière renaissance, avec sa main droite posée sur le cadre de la fenêtre la gauche tenant une lingerie fine en boule sur son ventre. Elle regarde de ses yeux noirs fixement vers le spectateur. Sa chevelure bouclée avec une raie au milieu et couverte sur l'arrière par une coiffe encadre son visage. Son front est large, le nez proéminent, la bouche fine et le menton allongé. Un large collier orne son cou.
La scène est située dans une architecture intérieure donnant sur une ouverture à meneau (fenêtre médiévale) à gauche et sur une porte en bois à droite.
Elle porte un guarnello, un fin voile transparent cousu à l'encolure de la robe. Cet habit était porté au XVe siècle par les femmes enceintes ou venant d'accoucher. On remarque le même accoutrement dans le célèbre tableau de La Joconde de Léonard de Vinci.

## Analyse
L'œuvre est un exemple typique de portraits du début de la carrière de Botticelli.
La critique admet généralement que le tableau est l'œuvre de Botticelli, principalement en raison des similitudes stylistiques avec La Madone de l'Eucharistie et le Retable de Saint Ambroise. Cependant, il ne fait pas l'unanimité des historiens d'art sur la paternité.
Le traitement physionomique est purgé de toute observation descriptive et est suspendu dans une aura de réflexion mélancolique.
Le portrait est considéré comme le premier exemple d'une pose de trois-quarts en peinture florentine. « En abandonnant la pose de profil utilisée traditionnellement dans les représentations des femmes de la Renaissance, Botticelli a apporté un nouveau sens de circulation dans le portrait. ». Par la suite, l'innovation a été adoptée par des artistes.
Dante Gabriel Rossetti a été propriétaire du tableau auquel il apporte quelques retouches.

## Sources
- (en) Cet article est partiellement ou en totalité issu de l’article de Wikipédia en anglais intitulé « Portrait of a Lady known as Esmeralda Brandini » (voir la liste des auteurs).